# کلوفکسامید
کلوفکسامید (انگلیسی: Clofexamide) یا Amichlophene) یک داروی ضدافسردگی است که جزء ترکیب دارویی کلوفزون بود. دیگری داروی ضدالتهابی غیر استروئیدی (NSAID) فنیل‌بوتازون است. کلوفزون برای درمان درد مفاصل و ماهیچه‌ها به کار می‌رفت، اما دیگر به بازار عرضه نمی‌شود.